# Villadangos del Páramo
Villadangos del Páramo is een gemeente in de Spaanse provincie León in de regio Castilië en León met een oppervlakte van 44,93 km². Villadangos del Páramo telt 1.096 inwoners (1 januari 2016).